# Abbazia di Ebrach
L'abbazia di Ebrach (in tedesco Kloster Ebrach) è un ex monastero cistercense di Ebrach a Oberfranken, in Germania.
La costruzione dell'odierna chiesa iniziò nel 1200 e fu per lo più completata nel 1285.
L'abbazia fu sciolta durante la secolarizzazione nel 1803. La chiesa dell'abbazia divenne la chiesa parrocchiale locale.

## Galleria d'immagini

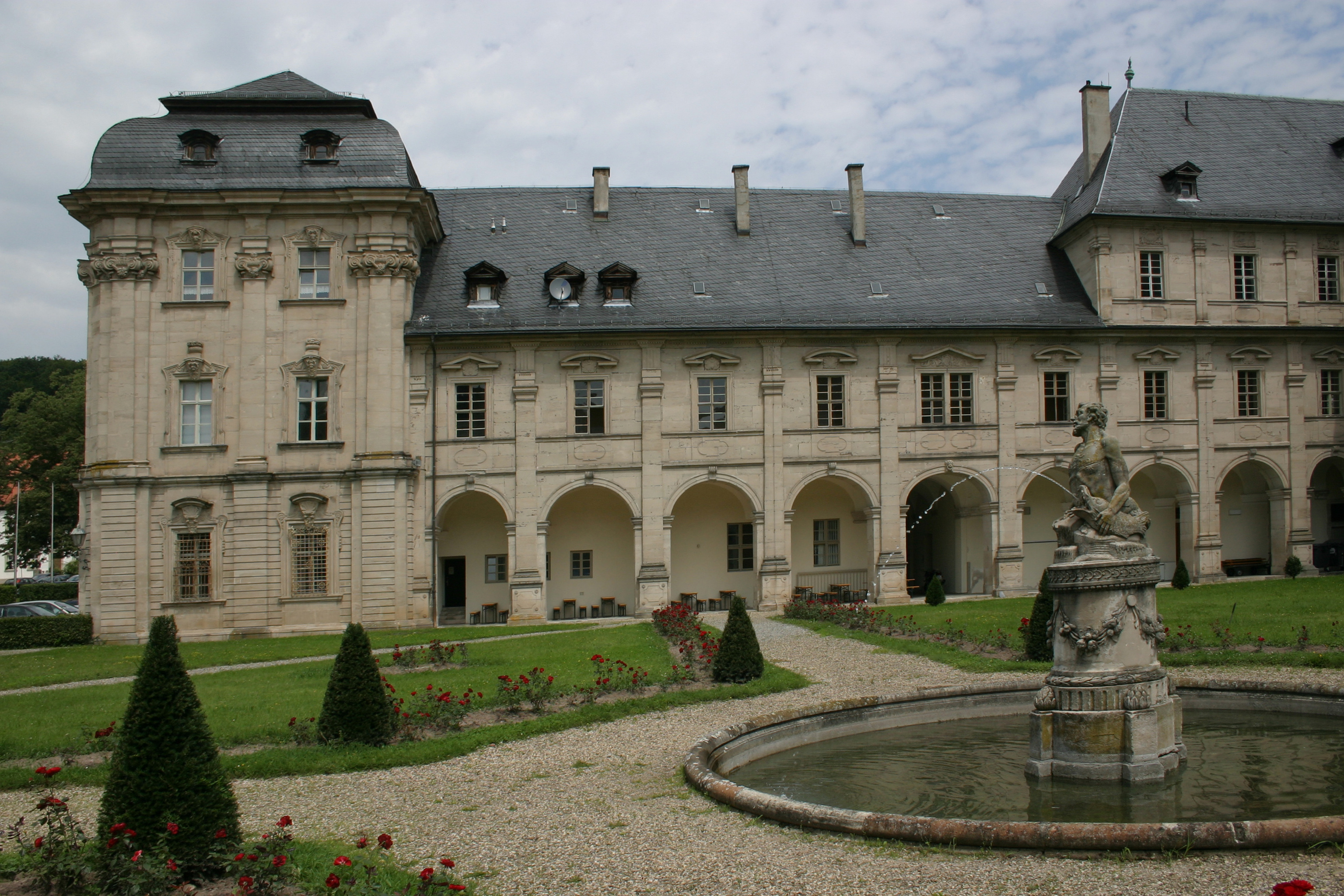
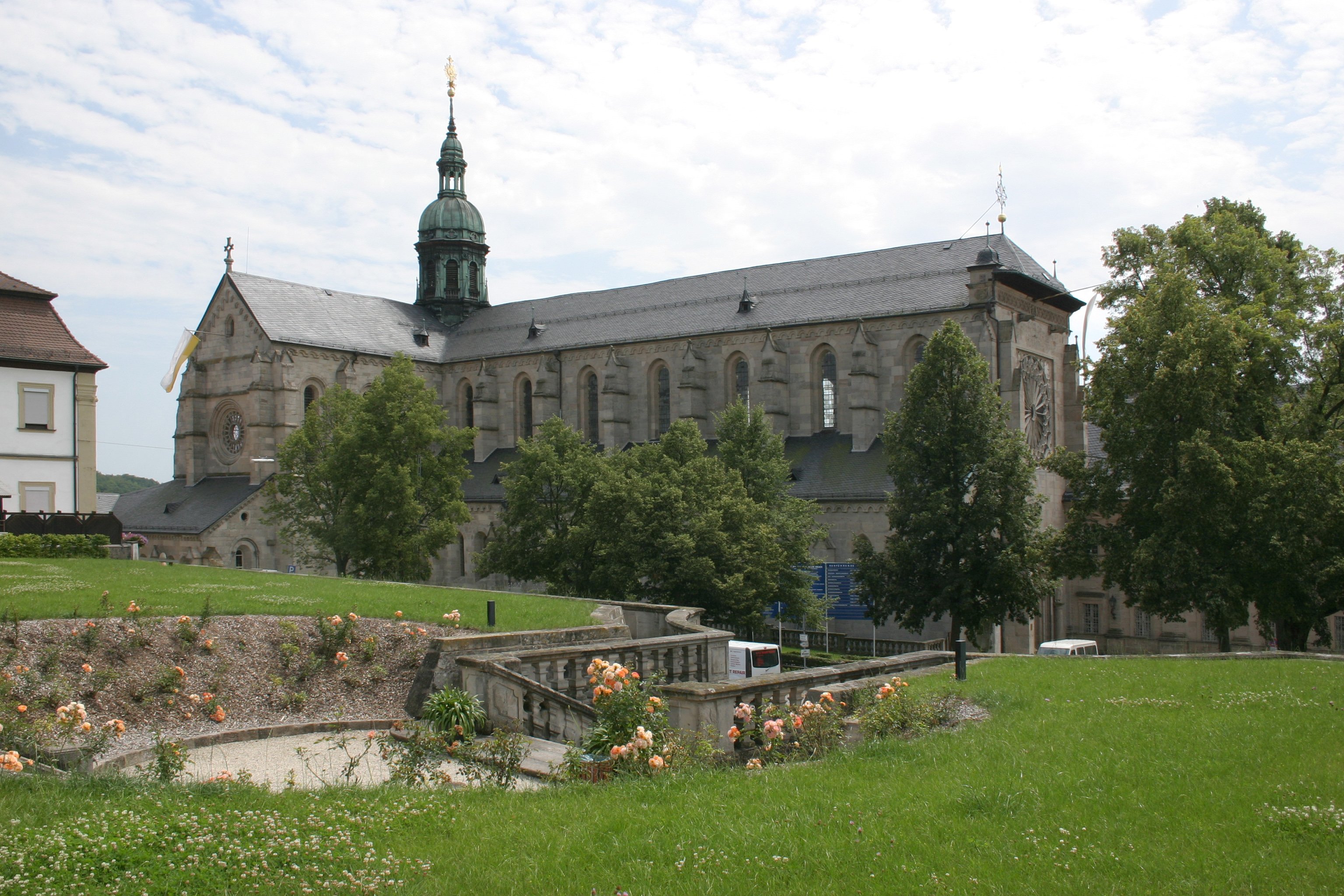
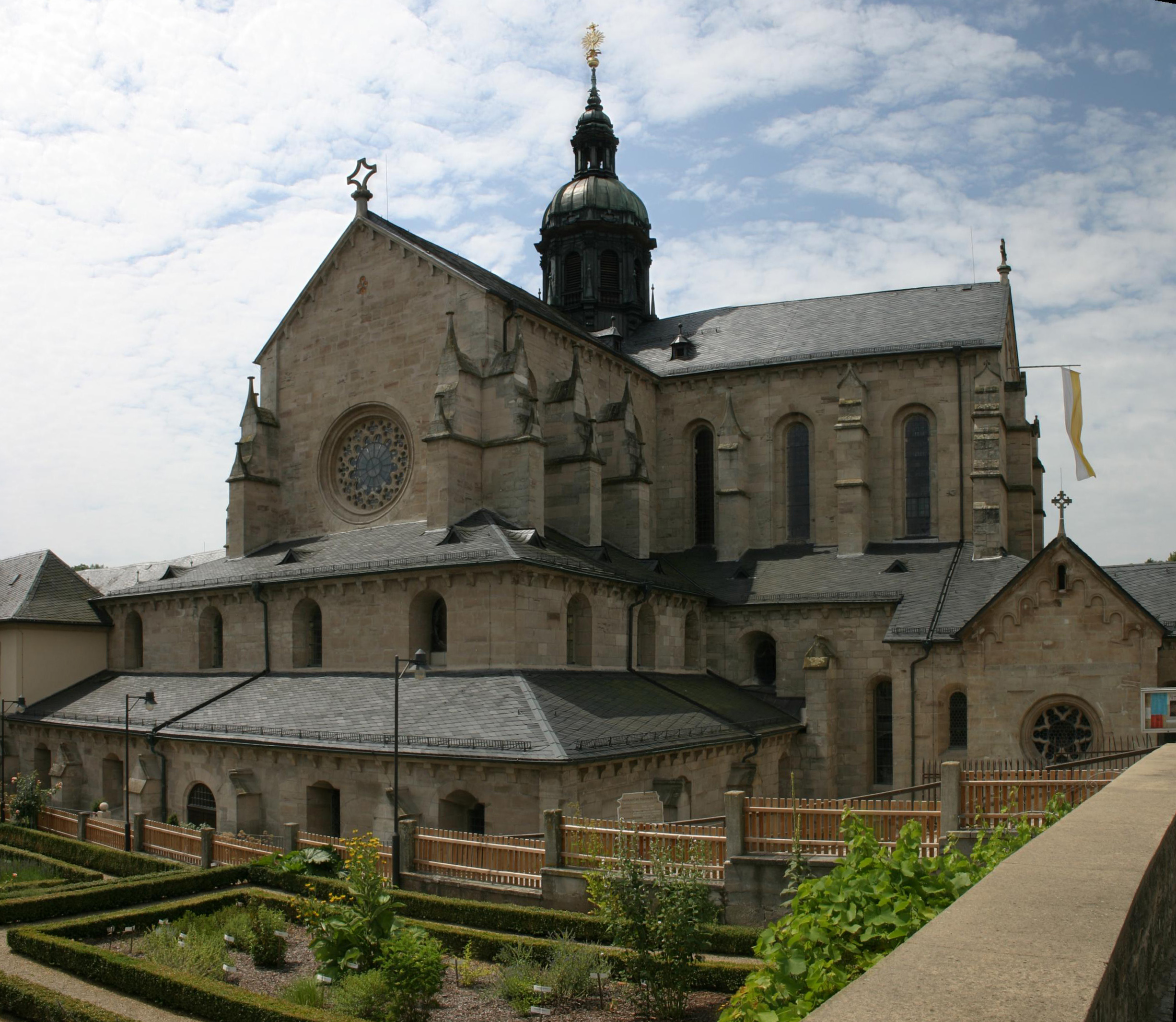
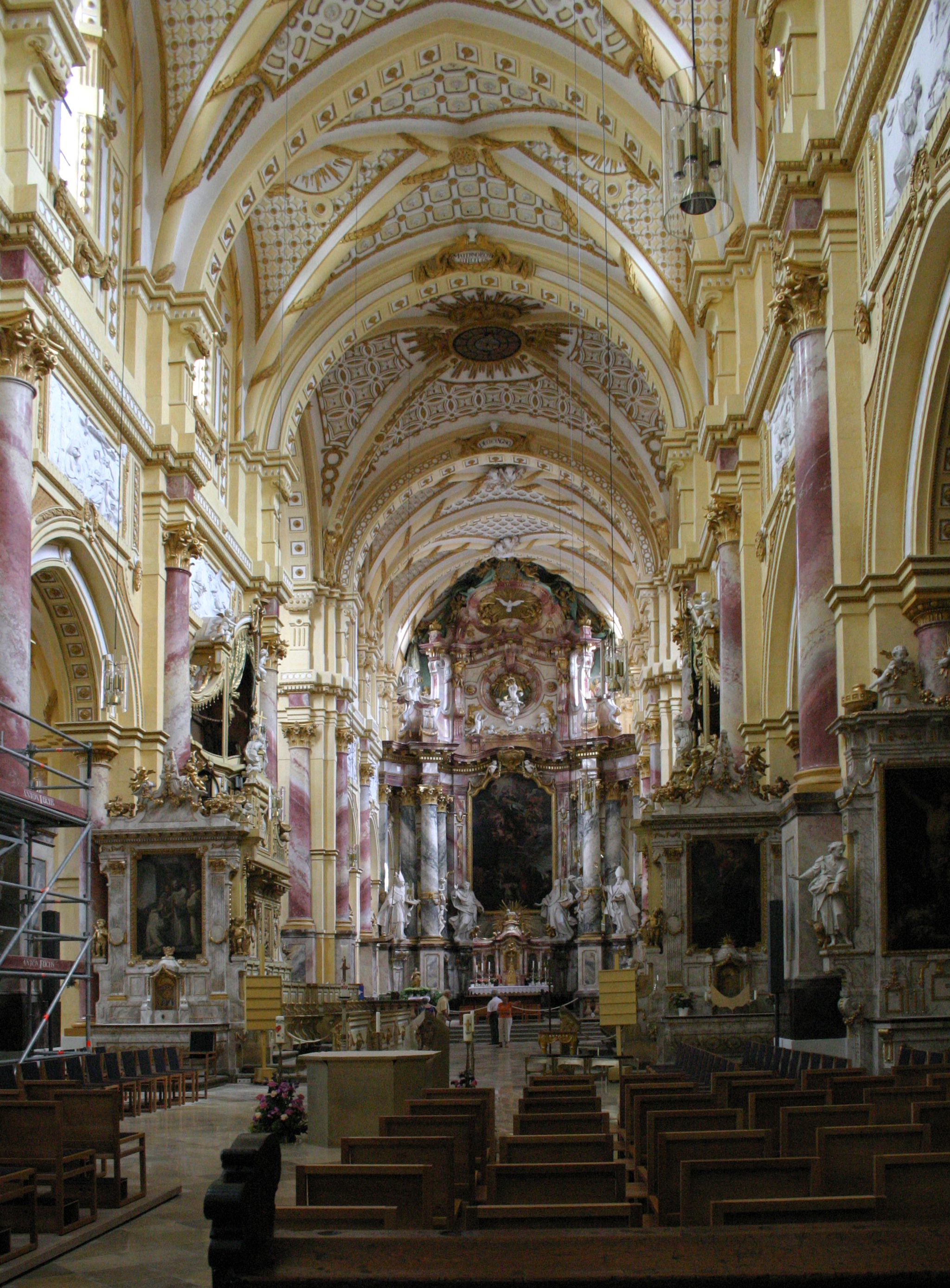
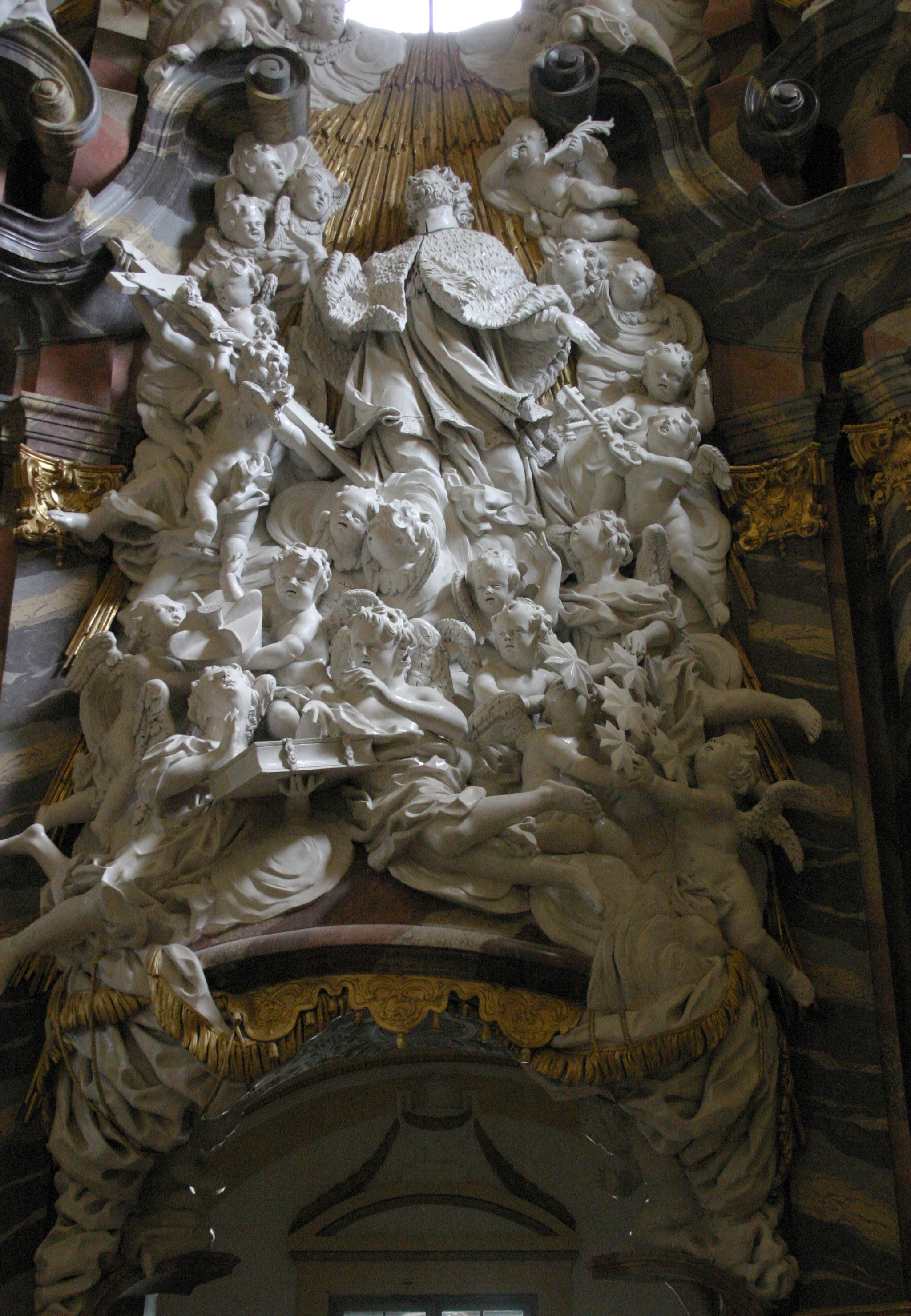
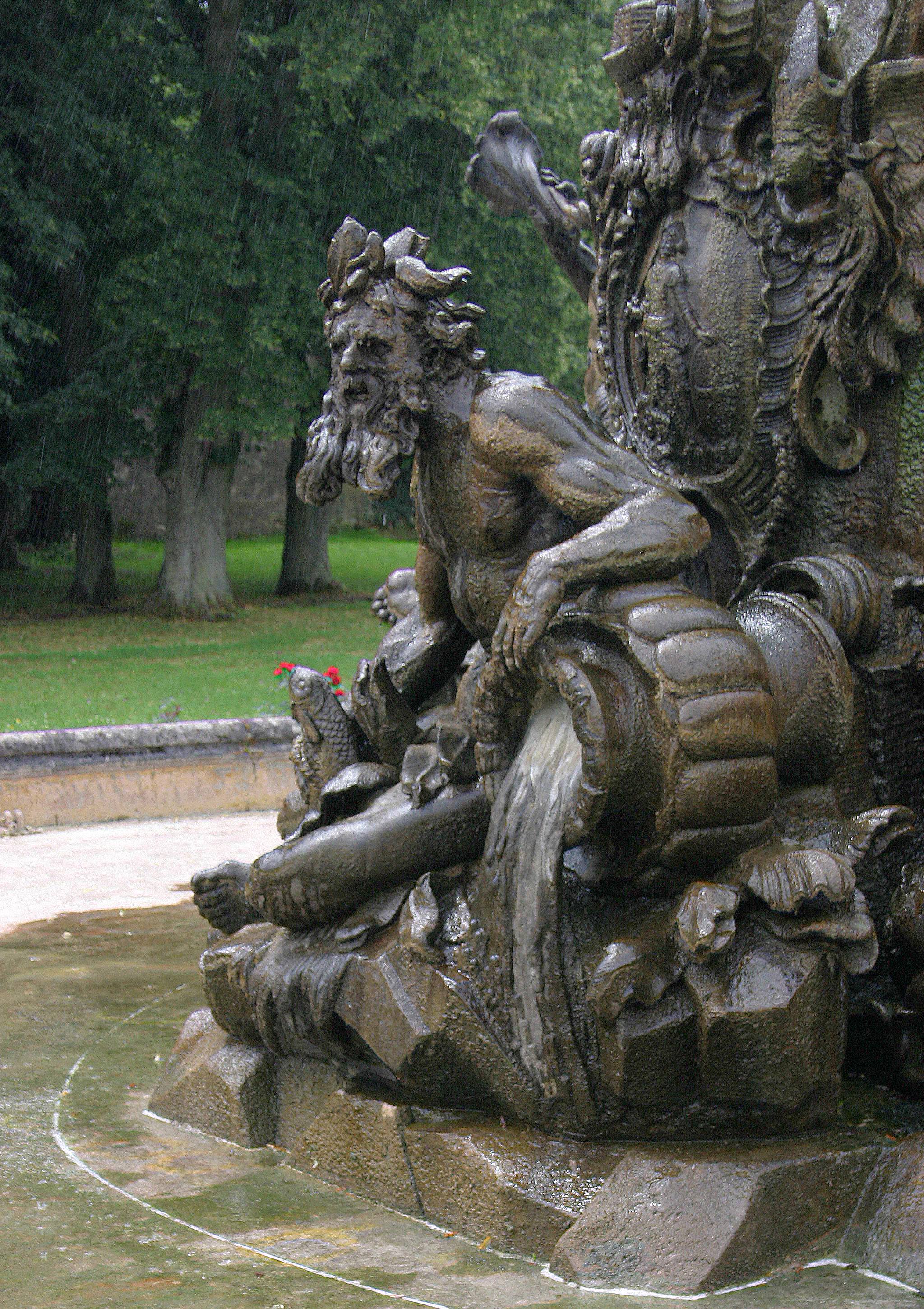